# Мир всем (альбом)
Мир всем — первый студийный сольный альбом украинской певицы Светланы Тарабаровой. Релиз пластинки, выпущенной компанией Moon Records, состоялся 7 октября 2014 года на порталах iTunes Store и Google Play. Альбом включает в себя 13 композиций, среди которых есть саундтрек к фильму «Любовь в большом городе 3» — песня «Мы верим в любовь», а также совместная работа Тарабаровой с Евгением Кудряшовым — трек «Пополам».
Альбом получил своё название в честь одноимённой акции, которую организовала певица. Также, в поддержку акции, была выпущена одноимённая песня, вместе с клипом на неё. 30 сентября исполнительница выступила для украинских солдат в зоне АТО, исполнив песни из альбома. В буклет диска вошли фотографии некоторых людей, принимавших участие в акции певицы.

## Отзывы критиков
Обозреватель российского информационного портала Intermedia Алексей Мажаев высказал мнение, что из-за отсутствия российско-украинского шоу-бизнеса «выход на российский рынок этой симпатичной певицы в обозримом будущем не состоится». Тем не менее, этот факт не помешал рецензенту положительно оценить альбом: «Между тем, если отбросить реалии информационных войн, окажется, что, несмотря на название и заявления, это просто милая поп-пластинка, в которой, кстати, даже нет ни одной песни на украинском языке». Журналист посчитал, что половину песен «здесь бы отнесли к инди-попу, не имеющему шансов зазвучать с экранов; а там Света Тарабарова записывает это с полной уверенностью в попадании в мейнстрим». По мнению критика, «в поп-песнях органично звучат элементы расслабленного регги, голосок певицы отлично соответствует её внешности и настроению, а композиции „Радуга“, „Вдвоём“, „Мне это нравится“ стоит слушать, невзирая на рукотворные границы».

## Список композиций
Слова и музыка всех песен — Светланы Тарабаровой. Автором песни «Пополам» также выступил Евгений Кудряшов.
| №   | Название                           | Длительность |
| --- | ---------------------------------- | ------------ |
| 1.  | «Мир всем»                         | 3:37         |
| 2.  | «Радуга»                           | 3:19         |
| 3.  | «Это твоя жизнь»                   | 3:45         |
| 4.  | «Вдвоём»                           | 4:01         |
| 5.  | «Мне это нравится»                 | 2:57         |
| 6.  | «Главный герой»                    | 4:14         |
| 7.  | «Ударами в сердце»                 | 3:11         |
| 8.  | «Вьюга»                            | 3:44         |
| 9.  | «Дай мне знак»                     | 3:35         |
| 10. | «Музыка для двоих» (Dance version) | 3:07         |
| 11. | «Пополам» (совместно с KudriaShow) | 3:38         |
| 12. | «Мы верим в любовь»                | 3:00         |
| 13. | «Спасибо»                          | 3:42         |

## Участники записи
- Светлана Тарабарова — вокал, саунд-продюсирование
- Евгений Кудряшов — фортепиано (3,4,5,11)
- Евгений Высоченко — барабаны (3,4)
- Антон Борзенко — бас-гитара (3,4)

Альбом был записан и сведён летом 2014 года на киевской студии «TATAMUSIC».